# Henan Airlines
Henan Airlines (河南航空), bis 2009 Kunpeng Airlines (鲲鹏航空有限公司), ist eine chinesische Regionalfluggesellschaft mit Sitz in Zhengzhou.

## Geschichte
Im Dezember 2006 wurde ein Joint-Venture-Abkommen zur Gründung der Kunpeng Airlines zwischen Shenzhen Airlines und der Mesa Air Group geschlossen. Der Flugbetrieb als Linien-, Charter- und Frachtfluggesellschaft begann im Oktober 2007. Die Flugzeuge vom Typ Bombardier CRJ200 wurden von der Mesa Air Group geleast.
Im August 2008 gab Kunpeng bekannt, den Unternehmenssitz und die Heimatbasis nach Zhengzhou zu verlegen. Kunpeng flog Verluste ein, hoffte aber mit der Verlegung profitabel zu werden. Die Gesellschaft beabsichtigte, bis 2016 eine Flotte von 200 Maschinen und ein Streckennetz von 900 täglichen Flüge aufzubauen. Ebenfalls im August 2008 gab die Mesa Air Group bekannt, ihre Anteile an Shenzhen Airlines zu verkaufen.
2009 wurde die Fluggesellschaft in Henan Airlines umbenannt, nachdem das Joint Venture aufgelöst wurde. Nach dem Zwischenfall im August 2010 musste die Fluggesellschaft den Betrieb einstellen. Im Sommer 2012 gab es Überlegungen, Henan Airlines als Frachtfluggesellschaft weiterzubetreiben, die aber bis dato nicht realisiert wurden.

## Flotte
Mit Stand März 2018 sind keine Flugzeuge auf Henan Airlines registriert.
Bestellungen
- 100 Comac C909[8]

## Zwischenfälle
- Am 24. August 2010 verfehlte eine Embraer ERJ-190 der Henan Airlines (Luftfahrzeugkennzeichen B-3130) mit 96 Menschen an Bord die Landebahn des Flughafens Yichun bei dichtem Nebel um zwei Kilometer,[9] zerbrach in zwei Teile und fing Feuer.[10] Von den 91 Passagieren und 5 Besatzungsmitgliedern starben 42; 54 wurden zum Teil schwer verletzt (siehe auch Henan-Airlines-Flug 8387).[11]